# Pierre Minvielle
Pierre Minvielle (ur. 24 stycznia 1934 w Pau, zm. 1 stycznia 2018) – francuski pisarz i speleolog.

## Życiorys
Mając 13 lat rozpoczął przygodę z speleologią. W latach 1954–1956 zorganizował wyprawy w masywie Gourette. W 1957 był członkiem pierwszej francuskiej ekspedycji speleologicznej w Azji. Zajmował się badaniem kanionów Sierra de Guara.
Przez wiele lat był przewodniczącym Komisji Jaskiniowej Francuskiego Klubu Alpejskiego, członkiem Rady Dyrektorów Francuskiej Federacji Speleologii oraz członkiem Komisji Speleologicznej Narodowego Centrum Badań Naukowych. Był założycielem Krajowej Komisji ds. Ochrony Grot.
Swoje zamiłowanie do gór i speleologii przełożył na pisane przez siebie książki. Był autorem ponad 100 pozycji. Po polsku ukazała się książka W głąb ziemi ("Nasza Księgarnia", 1972) w tłumaczeniu Janiny (Jane) Zielonko.
Zmarł 1 stycznia 2018.